# Cherokeealfabetet
Cherokeealfabetet er et stavelsesskrift, også kaldet stavelsesalfabet, opfundet af Sequoyah til at skrive  Cherokesernes sprog i 1819. Hans opfindelse af stavelsesalfabetet er særligt beværkelsesværdigt idet han på forhånd ikke kunne læse noget skriftsprog. Først eksperimenterede han med  logogrammer, men senere udviklede hans system sig til et stavelsesalfabet.  Hver tegn repræsentere en stavelse i stedet for en enkelt fonem. Mens det store antal mulige stavelser på dansk (tusindvis) umuliggør brugen af et stavelsesalfabet, så yder de 85 tegn i Cherokeealfabetet et passende værktøj til at skrive Cherokee. Nogle symboler minder om det latinske alfabets bogstaver, men lydene er helt forskellige (fx bogstavet  /a/s form ligner det latiske D).  
I det første årti blev symbolernes rækkefølge og deres udformning ændret. Dette skyldtes hovedsageligt missionærer før 1828, som prøvede at indlemme de indfødte i den amerikanske kultur. Det nye skriftsystem var imidlertid en vigtig faktor i at give cheokeserne mulighed for at fastholde deres sociale grænser og etniske identitet. I løbet af denne periode (omkring 1820erne) blev cherokesernes læsefærdighed en "international sensation" idet den fik mere opmærksonhed end andet indfødt amerikansk skriftsystem nogensinde har fået. Siden 1828 er der kun lavet ganske få ændringer i stavelsesalfabetet..

## Stavelsesalfabetet

### Skabelse
Omkring 1809, imponeret af de "talende blade" med skriftsprog begyndte Sequoyah  at arbejde på at skabe et skriftsystem til cherokee-indianernes sprog. Efter forsøg på at lave et tegn for hvert ord indså Sequoyah at det ville blive for svært og besluttede så at lave tegn der repræsenterer stavelser. Selvom han brugte det latinske alfabet og sandsynligvis også det Kyrilliske alfabet, lignede hans første tegn en tysk tekst.  Sequoyah tog nogle ideer fra en såkaldt "Bible Book", som han kiggede i efter tegn der kunne bruges, han bemærkede bogstavernes enkelhed og brugte dem for at gøre skrivningen af stavelsesalfabetet lettere. Han kunne faktisk ikke læse nogen af bogstaverne i bogen (hvilket kan ses i visse tegn i hans stavelsesalfabet, som ligner W eller tallet 4 for eksempel), så det er særligt imponerende at han kunne lave sådan et veludviklet skriftsystem. Han arbejdede på stavelsesalfabetet i tolv år før han blev færdig, i den periode droppede eller ændrede han de fleste af de tegn han oprindelig havde brugt. Den hurtige udbredning af stavelsesalfabetet er bemærkelsesværdig og i 1824 kunne de fleste Cherokesere læse og skrive på deres nyudviklede retskrivning.

### Beskrivelse
Hver enkelt tegn repræsenterer en stavelse som i Japansk kana og Linear B. De første seks tegn er isolerede vokalstavelser.  Derefter følger tegn for kombinerede konsonant- og vokalstavelser. Cherokesere er lige så godt hjemme i skemaet som danskere er i det danske alfabet. Skemaet læses fra venstre mod højre, fra top til bund.

| a     | a     | a     | e     | e     | i     | i     | o     | u     | v /ə̃/ |
| ----- | ----- | ----- | ----- | ----- | ----- | ----- | ----- | ----- | ----- |
| Ꭰ a   | Ꭰ a   | Ꭰ a   | Ꭱ e   | Ꭱ e   | Ꭲ i   | Ꭲ i   | Ꭳ o   | Ꭴ u   | Ꭵ v   |
| Ꭶ ga  | Ꭷ ka  | Ꭷ ka  | Ꭸ ge  | Ꭸ ge  | Ꭹ gi  | Ꭹ gi  | Ꭺ go  | Ꭻ gu  | Ꭼ gv  |
| Ꭽ ha  | Ꭽ ha  | Ꭽ ha  | Ꭾ he  | Ꭾ he  | Ꭿ hi  | Ꭿ hi  | Ꮀ ho  | Ꮁ hu  | Ꮂ hv  |
| Ꮃ la  | Ꮃ la  | Ꮃ la  | Ꮄ le  | Ꮄ le  | Ꮅ li  | Ꮅ li  | Ꮆ lo  | Ꮇ lu  | Ꮈ lv  |
| Ꮉ ma  | Ꮉ ma  | Ꮉ ma  | Ꮊ me  | Ꮊ me  | Ꮋ mi  | Ꮋ mi  | Ꮌ mo  | Ꮍ mu  | Ᏽ mv  |
| Ꮎ na  | Ꮏ hna | Ꮐ nah | Ꮑ ne  | Ꮑ ne  | Ꮒ ni  | Ꮒ ni  | Ꮓ no  | Ꮔ nu  | Ꮕ nv  |
| Ꮖ qua | Ꮖ qua | Ꮖ qua | Ꮗ que | Ꮗ que | Ꮘ qui | Ꮘ qui | Ꮙ quo | Ꮚ quu | Ꮛ quv |
| Ꮝ s   | Ꮜ sa  | Ꮜ sa  | Ꮞ se  | Ꮞ se  | Ꮟ si  | Ꮟ si  | Ꮠ so  | Ꮡ su  | Ꮢ sv  |
| Ꮣ da  | Ꮤ ta  | Ꮤ ta  | Ꮥ de  | Ꮦ te  | Ꮧ di  | Ꮨ ti  | Ꮩ do  | Ꮪ du  | Ꮫ dv  |
| Ꮬ dla | Ꮭ tla | Ꮭ tla | Ꮮ tle | Ꮮ tle | Ꮯ tli | Ꮯ tli | Ꮰ tlo | Ꮱ tlu | Ꮲ tlv |
| Ꮳ tsa | Ꮳ tsa | Ꮳ tsa | Ꮴ tse | Ꮴ tse | Ꮵ tsi | Ꮵ tsi | Ꮶ tso | Ꮷ tsu | Ꮸ tsv |
| Ꮹ wa  | Ꮹ wa  | Ꮹ wa  | Ꮺ we  | Ꮺ we  | Ꮻ wi  | Ꮻ wi  | Ꮼ wo  | Ꮽ wu  | Ꮾ wv  |
| Ꮿ ya  | Ꮿ ya  | Ꮿ ya  | Ᏸ ye  | Ᏸ ye  | Ᏹ yi  | Ᏹ yi  | Ᏺ yo  | Ᏻ yu  | Ᏼ yv  |

Note: ‘v’ repræsenterer en nasal vokal i skemaet.